# 1955-ös cannes-i filmfesztivál
A 8. Cannes-i Nemzetközi Filmfesztivál 1955. április 26. és május 10. között került megrendezésre, Marcel Pagnol francia író elnökletével.
A film születésének 60. évfordulóján rendezett eseményen 33 játékfilmet mutattak be a versenyprogramban, kettőt versenyen kívül, továbbá 40 rövidfilmet. A legmelegebb fogadtatásban Vittorio De Sica Nápoly aranya című filmje részesült, benne a rendkívül visszafogott Silvana Mangano-val és a kirobbanóan játszó Sophia Loren-nel. Szépségével és színészi kvalitásaival Loren nagyban hozzájárult a filmek népszerűsítéséhez, három filmnagyhatalom producerei is versengtek érte: amerikaiak, franciák és olaszok.
A fesztivál történetében először vehetett át fődíjként Arany Pálmát a megszokott Nagydíj helyett Delbert Mann, Marty című fekete-fehér romantikus drámájáért. A fesztivállátogatók Spencer Tracy 20 éves filmes karrierjét is ünnepelhették a részére odaítélt legjobb alakításért díjjal. Különös módon egyetlen díjat adtak át Joszif Hejfic szovjet filmrendező, a hajóépítő Zurbin családnak emléket állító filmje teljes szereplőgárdája részére.
Az egyre népszerűbb filmes eseményre Amerikából igazi mesterművek érkeztek: Marty, Édentől keletre, Rossz nap Black Rocknál, Country Girl, Carmen Jones. Nem véletlen, hogy nyolc évad után a mérvadó The New York Times végre tudósítót küldött Cannes-ba.
Melína Merkúri görög színésznő (Stella) ez évben tette első lépéseit a Croisette-en, ahol Jules Dassin filmrendező már otthonosan sétálgatott – találkozásukból hosszú házasság lett. Nem messze innen kezdte forgatni Alfred Hitchcock Fogjunk tolvajt! című thrillerét, Cary Grant-el és Grace Kelly-vel a főszerepben. Ez utóbbi Bing Crosby-val a versenyprogramban is látható volt a Country Girl főszerepében. A csinos philadelphiai színésznőre felfigyelt III. Rainer monacói herceg, aki meghívta palotájába, s ezzel kezdetét vehette a 20. század egyik legszebb tündérmeséje… A vetítéseken látható volt még James Dean (Édentől keletre), Sophia Loren (Nápoly aranya, Segno di Venere), Alberto Sordi (Segno di Venere), Deborah Kerr (The End of the Affair), valamint az elragadó Dorothy Dandridge és Harry Belafonte (Carmen Jones).
1955-ben ismét volt magyar résztvevője a filmseregszemlének: a versenyfilmek között vetítették Makk Károly Liliomfi című vígjátékát, Darvas Iván és Krencsey Marianne főszereplésével, a rövidfilmek versenyében pedig Kollányi Ágoston Aggtelek című természetfilmjét. A fesztiválnak volt még magyar vonatkozása: Spanyolországban élő Ladislao Vajda rendezte a Marcelino, kenyér és bor című filmdrámát és Trauner Sándor készítette Jules Dassin Rififi a férfiaknál című francia versenyfilmjének látványterveit.

## Zsűri
Elnök: Marcel Pagnol, író –  Franciaország

### Versenyprogram
- André Dignimont, színész –  Franciaország
- Anatole Litvak, filmrendező –  Amerikai Egyesült Államok
- Isa Miranda, színésznő –  Olaszország
- Jacques-Pierre Frogerais, filmproducer –  Franciaország
- Jean Néry, filmkritikus –  Franciaország
- Juan Antonio Bardem, filmrendező –  Spanyolország
- Leonard Mosley, újságíró –  Egyesült Királyság
- Leopold Lindtberg, filmrendező –  Svájc
- Marcel Achard, író –  Franciaország
- Szergej Joszifovics Jutkevics, filmrendező –  Szovjetunió

### Rövidfilmek
- Herman van der Horst, filmrendező –  Hollandia
- Jacques Doniol-Valcroze, filmrendező –  Franciaország
- Jean Perdrix, filmrendező –  Franciaország
- Karl Korn, újságíró –  Franciaország
- Marcel Ichac, filmrendező –  Franciaország

## Nagyjátékfilmek versenye
- A Kid For Two Farthings – rendező: Carol Reed
- Bad Day at Black Rock (Rossz nap Black Rocknál)[3] – rendező: John Sturges
- Biraj Bahu – rendező: Bimal Roy
- Bolsaja szemja (A Zsurbin család) – rendező: Joszif Hejfic
- Boot Polish – rendező: Prakash Arora
- Carmen Jones (Carmen Jones) – rendező: Otto Preminger
- Csikamacu monogatari (Keresztre feszített szerelmesek) – rendező: Mizogucsi Kendzsi
- Continente perduto – rendező: Leonardo Bonzi, Enrico Gras és Giorgio Moser
- Country Girl (Vidéki lány) – rendező: George Seaton
- Det brenner i natt! – rendező: Arne Skouen
- Die Mücke – rendező: Walter Reisch
- Dossier noir (A fekete dosszié) – rendező: André Cayatte
- Du rififi chez les hommes (Rififi a férfiak közt) – rendező: Jules Dassin
- East of Eden (Édentől keletre) – rendező: Elia Kazan
- Gerojte na Sipka – rendező: Szergej Vasziljev
- Hayat au maut – rendező: Kamal El Sheikh
- Hill 24 Doesn't Answer – rendező: Thorold Dickinson
- Jedda (Jedda) – rendező: Charles Edward Chauvel
- Liliomfi – rendező: Makk Károly
- L'Oro di Napoli (Nápoly aranya) – rendező: Vittorio de Sica
- Ludwig II, Glanz und Ende Eines Königs (II. Lajos - Egy király tündöklése és bukása) – rendező: Helmut Käutner
- Marcellino pan y vino (Marcelino, kenyér és bor) – rendező: Ladislao Vajda
- Marty (Marty) – rendező: Delbert Mann
- Onna no kojomi – rendező: Hiszamacu Szeidzsi
- Psohlavci – rendező: Martin Fric
- Raices (Gyökerek) – rendező: Benito Alazraki
- Romeo i Dzsulietta – rendező: Leonyid Lavrovszkij és Lev Arnstam
- Samba Fantastico – rendező: Jean Manzon és René Persin
- Segno di venere – rendező: Dino Risi
- Szenhime – rendező: Keigo Kimura
- Stella – rendező: Mihálisz Kakojánisz
- The End of the Affair (The End of the Affair) – rendező: Edward Dmytryk
- Un extrano en la ascalera – rendező: Gregorio Walerstein

## Nagyjátékfilmek versenyen kívül
- Italia K2 – rendező: Marcello Baldi
- Les trésors de la Mer Rouge – rendező: Michel Rocca

## Rövidfilmek versenye
- 2'21"6 Butterfly Stroke: Dolphin-Kick – rendező: T. Mijata
- A esperança e' eterna – rendező: Marcos Margulies
- Aggtelek – rendező: Kollányi Ágoston
- Arte popular portuguesa – rendező: João Mendes
- Black on White – rendező: John Read
- Blinkity Blank (Blinkity Blank)[3] – rendező: Norman McLaren
- Bow Bells – rendező: Anthony Simmons
- Bronsalder – rendező: Lars Krantz
- Bush Doctor – rendező: Jean P. Palardy
- Cyrk – rendező: Wkodzimierz Haupe
- De sable et de feu – rendező: Jean Jabely
- Der Schatz des Abendlandes – rendező: Edmund von Hammer és Ernst Stephan Niessner
- Dock – rendező: Emile Degelin
- Golden River – rendező: P.V. Pathy
- Guardians of The Soil – rendező: David Millin
- Host – rendező: Carsten Munch, Thor Arnijot Udvang
- Images préhistoriques – rendező: Thomas L. Rowe és Arcady
- In cantec si dans – rendező: Ion Bostan
- Isole di fuoco – rendező: Vittorio De Seta
- Jakten over sporene – rendező: Erik Borge
- La ciudad blanca – rendező: Waldo Cerruto
- La grande pêche – rendező: Henri Fabiani
- Le conte de ma vie – rendező: Jørgen Roos
- Les jardins d'Allah – rendező: Michel Clarence
- L'Homme dans la lumière – rendező: René Lucot
- L'Intrépide soldat de plomb – rendező: Ivo Caprino
- Niedzielny poranek – rendező: Andrzej Munk
- Nos forêts – rendező: Auguste Kern
- Op de spitsen – rendező: Rudi Hornecker
- Opici cisar – rendező: Ján Lacko
- Osztrov Szahalin – rendező: Vaszilij Katanjan, Eldar Rjazanov
- Osudy dobrého vijáka Svejka (Svejk, a derék katona) – rendező: Jiří Trnka
- Pierre romain desfossés – rendező: Gérard Deboe
- Pulsschlag der Zeit – rendező: René Boeniger
- Symphony of Life – rendező: T.A. Abraham
- The Story of Light – rendező: Joop Geesink
- Ticket Please – rendező: Emil Nofal
- Trois coquillages de Tunisie – rendező: Roger Mauge
- When Magoo Flew – rendező: Stephen Bosustow, Pete Burness
- Zolotaja antilopa – rendező: Lev Atamanov

## Díjak

### Nagyjátékfilmek
- Arany Pálma: Marty (Marty)[3] – rendező: Delbert Mann
- A zsűri különdíja: Continente perduto – rendező: Leonardo Bonzi, Enrico Gras és Giorgio Moser
- Legjobb rendezés díja:
  - Gerojte na Sipka – rendező: Szergej Vasziljev
  - Du rififi chez les hommes (Rififi a férfiak közt) – rendező: Jules Dassin
- Legjobb alakítás díja:[2]
  - Spencer Tracy – Bad Day at Black Rock (Rossz nap Black Rocknál)
  - Bolsaja szemja (A Zsurbin család) szereplőgárdája
- Legjobb drámai film: East of Eden (Édentől keletre) – rendező: Elia Kazan
- Legjobb lírai film: Romeo i Dzsulietta – rendező: Leonyid Lavrovszkij és Lev Arnstam
- A zsűri külön dicsérete (két gyermeknek):
  - Baby Naaz – Boot Polish
  - Pablito Calvo – Marcellino pan y vino (Marcelino, kenyér és bor)
- Tisztelet kifejezése Haya Harareet színésznőnek a Hill 24 Doesn't Answer című filmben nyújtott alakításáért.
- OCIC-díj: Marty (Marty) – rendező: Delbert Mann

### Rövidfilmek
- Arany Pálma (rövidfilm): Blinkity Blank (Blinkity Blank) – rendező: Norman McLaren
- Legjobb dokumentumfilm (rövidfilm): Isole di fuoco – rendező: Vittorio De Seta
- Legjobb riportfilm (rövidfilm): La grande pêche – rendező: Henri Fabiani
- Külön dicséret (rövidfilm): Zolotaja antilopa – rendező: Lev Atamanov